# Orlando Pineda
Orlando Pineda Torres (sinh ngày 15 tháng 2 năm 1986) là một cầu thủ bóng đá người México, thi đấu ở vị trí tiền vệ cho Oaxaca theo dạng cho mượn từ UNAM.

## Sự nghiệp câu lạc bộ
Trước đó anh thi đấu cho Pumas UNAM (thường gọi Pumas) và thi đấu 8 trận ở CONCACAF Champions League 2008–09. Anh ra sân một trận duy nhất tại Primera División de Mexicocho Pumas vào ngày 12 tháng 10 năm 2008.